# Gornje Zagorje
 Gornje Zagorje  falu Horvátországban, Károlyváros megyében. Közigazgatásilag Ogulinhoz tartozik.

## Fekvése
Károlyvárostól 43 km-re délnyugatra, községközpontjától 10 km-re délre fekszik.

## Története
Zagorjét már a modrusi uradalom 1486-os urbáriuma említi. A név eredetileg nemcsak a ma Zagorje nevet viselő három falura, hanem a Sabljaki tótól délre húzódó, a Veljun domb és a Velika Kapela között elterülő egész völgyre is vonatkozott, amelybe történetileg beletartozott a mai Desmerice és Ribarići területe is. Zagorje egyházilag 1789-ig az ogulini plébániához tartozott. Első temploma még a 17. században épült, a másodikat 1714-ben szentelték fel. A 18. század harmadik negyedében építették fel a plébániatemplomot, mely 1789-től önálló plébánia székhelye lett. Ezt állapota miatt 1837-ben le kellett bontani és 1839-re készült el a mai plébániatemplom. A plébánia épülete is Gornje Zagorjén található.
1857-ben 303, 1910-ben 456 lakosa volt. Trianonig Modrus-Fiume vármegye Ogulini járásához tartozott. 2011-ben 298 lakosa volt.

## Lakosság
| Lakosság változása | Lakosság változása | Lakosság változása | Lakosság változása | Lakosság változása | Lakosság változása | Lakosság változása | Lakosság változása | Lakosság változása | Lakosság változása | Lakosság változása | Lakosság változása | Lakosság változása | Lakosság változása | Lakosság változása | Lakosság változása |
| ------------------ | ------------------ | ------------------ | ------------------ | ------------------ | ------------------ | ------------------ | ------------------ | ------------------ | ------------------ | ------------------ | ------------------ | ------------------ | ------------------ | ------------------ | ------------------ |
| 1857               | 1869               | 1880               | 1890               | 1900               | 1910               | 1921               | 1931               | 1948               | 1953               | 1961               | 1971               | 1981               | 1991               | 2001               | 2011               |
| 303                | 386                | 406                | 441                | 475                | 456                | 419                | 430                | 652                | 525                | 442                | 421                | 464                | 415                | 325                | 298                |

## Nevezetességei
Szent György tiszteletére szentelt plébániatemplomát 1837 és 1839 között építették késő klasszicista, korai historizáló stílusban. Felszentelése 1839 augusztusában volt. Egyhajós épület félköríves szentéllyel, boltozatán ornamentika díszítéssel. A szentély boltozatának freskói a négy evangélistát, az égi bárányt és a Szűzanyát ábrázolják. A főoltárt 1884-ben Jagatić plébános készíttette Szent György vértanú képével, kétoldalt Szent Péter, valamint Szent Pál apostolok szobraival. Felette négykaréjos keretben a Szűzanya képe látható. A négy mellékoltár a Havas Boldogasszony, Szent Vid, Páduai Szent Antal és Jézus Szíve tiszteletére van szentelve. A belső teret Szent Leopold Mandić, Boldog Alojzije Stepinac, Szent Nikola Tavelić és Kis Szent Teréz képei díszítik.